# Camille Henry
Camille Joseph Wilfred Henry (* 31. Januar 1933 in Québec, Québec; † 11. September 1997) war ein kanadischer Eishockeyspieler (Linksaußen) und -trainer, der von 1953 bis 1970 für die New York Rangers, Chicago Black Hawks und St. Louis Blues in der National Hockey League spielte.

## Karriere
Während seiner Juniorenzeit spielte Henry bei den Quebec Citadelles in der QJHL. In der Saison 1953/54 kam er zu seinem NHL-Debüt bei den New York Rangers. Er war der beste Rookie seines Jahrgangs und wurde daher mit der Calder Memorial Trophy ausgezeichnet. Nach 21 Spielen in der folgenden Saison schickten ihn die Rangers zu Quebec Aces in die QHL. Es folgten eineinhalb Jahre bei den Providence Reds in der AHL. Erst im Laufe der Saison 1956/57 kehrte er zu den Rangers zurück und setzte sich dieses Mal dauerhaft durch. Mit nur zwei Strafminuten in 70 Spielen gewann er in der folgenden Saison die Lady Byng Memorial Trophy. Er blieb stets einer der torgefährlichsten Angreifer bei den Rangers, war jedoch kaum auf der Strafbank zu finden. Am 1. November 1959, als Jacques Plante erstmals mit Torwartmaske spielte, war Henry der erste Spieler, der ihn überwand. In seiner letzten Spielzeit bei den Rangers 1964/65 kam er erstmals über zehn Strafminuten. Zum Saisonende wechselte er zu den Chicago Black Hawks. 
Im darauffolgenden Jahr spielte er bei den St. Louis Braves in der CPHL. Er dachte daran seine Karriere zu beenden, kehrte aber im Tausch für Paul Shmyr zu den New York Rangers zurück. Das halbe Jahr spielte er bei den Buffalo Bisons in der AHL.
Gemeinsam mit Bill Plager wechselte er zu den St. Louis Blues. In der Saison 1968/69 zählte er zu den besten Scorern bei den Blues. Nach einigen Einsätzen bei den Kansas City Blues in der Central Hockey League beendete er 1970 seine Karriere.
Bei den Kansas City Blues war er danach auch als Trainer tätig. Später trainierte er die New York Raiders in der World Hockey Association.

## Erfolge und Auszeichnungen
- QJHL First All-Star Team: 1952 und 1953
- AHL First All-Star Team: 1956
- NHL Second All-Star Team: 1958
- Calder Memorial Trophy: 1954
- Lady Byng Memorial Trophy: 1958
- Teilnahme am NHL All-Star Game: 1958, 1963 und 1964